# Краљевина Тондо
Краљевина Тондо (фил./таг. Kaharian ng Tondo; бај. ᜎᜓᜐᜓ [Lusu] /предкудлит/  ·  ᜃᜑᜍᜒᜀᜈ᜔ ᜅ᜔ ᜆᜓᜈᜇᜓ /посткудлит/; упрош: 东都; трад: 東都; пин: Dōngdū; малајс. Kerajaan Tundun; шп. Reino de Tondó, рус. Королевство Тондо), такође познато и као Краљевина Лузон (упрош: 吕宋国; трад: 呂宋國; пин: Lǚsòngguó), Тундо или Тандо, Тундун или Тандан, Тундок или Тандок, Тунг-лио или Дунг-лио, Лусун(г) и Древни Тондо, била је мандала смештена у области залива Манила, тачније северно од реке Пасиг на филипинском острву Лузон. Представља једну од насеобина које се помињу као најраније у целокупној историји Филипина, и то у филипинском најранијем познатом писаном документу — Лагунском натпису на бакарној плочи (фил./таг. , малајс. Prasasti keping tembaga Laguna; енгл. Laguna Copperplate Inscription, LCI), која потиче из око 900. године нове ере.
Иако је првобитно постојало као индијанизовано хинду краљевина Маџапахит у 10. веку, Тондо је успео да се издвоји и ојача те постане довољно моћан да буде примарна компонента дуговечних древних регионалних трговинских рута преко архипелага, при чему је — између осталог — Тондо имао дипломатске односе и комерцијалне везе с Кином током владавине династије Минг. Тако се Тондо успоставио као један од кључних елемената у трговини која се одвијала преко југоисточне и источне Азије. Пример су трговци и ратници Лузонци (порт. Luções ; енгл. Lucoes), једна од етничких група које су насељавале Лузон (порт. Lução) током 16. века. Регионални утицај Тонда се додатно повећао током периода када је био у савезништву и заједно трговао са брунејским султаном Болкијахом (1485—1524), и то око 1500. Када су Шпанци први пут дошли у Тондо — године 1570, те покорили локалне владаре у области залива Манила — године 1591, а Тондо постао део администрације Маниле (шпанска тврђава изграђена на остацима Коте Селудонг), раздобљу независне политике мандале Тондо дошао је крај. Овако покорени Тондо је под истим именом наставио да постоји све до данас, али као дистрикт филипинске престонице Маниле.
| Напис на лагунској бакарној плочи (око 900) |